# 共和病院
特定医療法人共和会共和病院（とくていいりょうほうじんきょうわかいきょうわびょういん）は、愛知県大府市梶田町にある私立の精神科病院である。

## 診療科
- 精神科
- 心療内科
- 内科
- 神経内科
- 消化器内科
- 循環器内科
- 呼吸器内科
- 肛門外科
- 放射線科
- リハビリテーション科
- 歯科

## 交通アクセス
- 東海道本線 共和駅から徒歩20分
- 市バス 有松町口無池下車、徒歩10分